# Кундуй
Кунду́й (бур. Хүнды) — село в Куйтунском районе Иркутской области России. Административный центр Кундуйского сельского поселения.

## Топонимика
Название Кундуй происходит от бурятского хүнды — пустой, полый, провал, пропасть или от родственного ему монгольского хөндий — речная долина, лощина, впадина.

## География
Село находится на расстоянии 21 км к западу от посёлка городского типа Куйтун, административного центра района.

## История
Село основано в 1896 году как переселенческий участок, начало заселения 1899 год. В «Отчете о работах по образованию из казенных участков. Обследование незаселенных лесных пространств в Иркутской губернии за 1896г» значится участок Кундуйский по речке Или с удобными землями - 40,15 десятин, неудобной- 17.00. Именного с этого момента началась история села.
Свое название село получило от бурятского слова "Хунды" (монгольский вариант "Хондий"-речная долина, впадина, лощина) - означает пустой, полый, провал, пропасть. Со временем стали говорить «Кондуй» или «Кундуй». Селились большими семьями. Первопоселенцы были из Харьковской, Черниговской, Полтавской губерний. Их часть села называли «Хохловка». В центральной поселились выходцы из Орловской губернии, из деревни Лобки, их часть называли -«Лобковка». В третьей части - из деревни «Бобровка» (Орловской губернии). Она получила название «Бобровка».
В 1899 году приехало 26 семей. Участок для поселения располагался в 10 верстах южнее железной дороги Московского тракта.
Жителям была выделена земля для сельхоз угодий. Другие занимались батрачеством у зажиточных крестьян и казаков села Ан-Станицы.
Дома строили вдоль речки Или в два ряда фасадами к дороге, проходящей между ними.
По данным переписи в 1910 году имелось 107 дворов и 589 жителей. к 1917 году эти показатели составляли: дворов- 118, жителей- 662.
Занятие земледелием было достаточно тяжелым из-за примитивных орудий труда. Хлеб убирали серпами, вязали снопы, молотили цепями, веяли вручную, лопатами на ветру. Полученный урожай засыпали в лари или закрома в амбарах. Мельница была водяная, построенная на пруду. Также занимались скотоводством, в основном лошадьми. Женщины ткали холст, половики, дорожки, в каждом доме была прялка или ткацкий станок. Церкви в селе не было .Первая школа была открыта в 1912 году.  
В 1930-м году создается коммуна «Новый путь». В конце этого же года сразу два колхоза- «Годовщина Октября» и «Красная звезда». Их слияние произошло в 1934 году в единую сельхозартель «Годовщина Октября».  

## Население
| 2002 | 2010 | 2011 | 2012 |
| ---- | ---- | ---- | ---- |
| 1016 | ↘932 | ↘927 | ↘910 |

### Гендерный состав
По данным Всероссийской переписи, в 2010 году проживало 932 человека (438 мужчин и 494 женщины).